# Schlacht bei Langres
Mediolanum – Augusta Vindelicorum – Lacus Benacus – Placentia – Fano – Pavia – Langres – Vindonissa – Autun – Reims – Brumath – Senonae – Argentoratum – Solicinium – Argentovaria
Die Schlacht bei Langres wurde im Jahre 298 auf dem Gebiet des gallischen Stammes der Lingonen bei der heutigen Stadt Langres zwischen Alamannen und Römern unter Kaiser Constantius I. ausgetragen.
Die Auseinandersetzung begann mit einer Niederlage für Constantius: Er wurde überraschend und nur von einer geringen Streitmacht begleitet von einer Schar Alamannen angegriffen und in die Flucht geschlagen. In die nahegelegene Römerstadt Andemattunum konnte sich der verwundete Kaiser nur dadurch retten, dass er mithilfe eines Seils über die Stadtmauern kletterte – die Tore waren bereits geschlossen. Die anschließende Belagerung dauerte jedoch nur fünf Stunden, denn schon bald erreichte das römische Entsatzheer die Stadt und machte 60.000 Alamannen nieder – eine Zahl, die allerdings von den römischen Geschichtsschreibern übertrieben sein könnte, um den römischen Sieg glanzvoller erscheinen zu lassen.